# Брокар, Анри
Это статья о математике Анри Брокаре. О предпринимателе и коллекционере Генрихе (Анри) Брокаре см. Брокар, Генрих Афанасьевич.
Пьер Ренэ Жан Батист Анри Брокар (фр. Pierre-René-Jean-Baptiste-Henri Brocard) (фр. Henri Brocard; 12 мая 1845, Виньо, Мез — 16 января 1922, Кенсингтон, район Лондона) — французский математик и геометр, внёсший фундаментальный вклад в развитие этих наук. Он — выпускник Политехнической школы (Франция), офицер и талантливый командир. Он является самым известным из французских геометров, наряду с Эмилем Лемуаном (Émile Lemoine) и Иосифом Ньюбергом (Joseph Neuberg), за его работу по современной геометрии треугольника, опубликованную в 1870—1880-е годы. Ему принадлежит построение точки Брокара, окружности Брокара, угла Брокара, оси Брокара и эллипса Брокара, которые обладают особыми свойствами. Он также был известен в метеорологии, в карстологии и спелеологии. Он был обладателем знака Ордена Почетного легиона, получил орден Академических пальм по решению Министерства Франции.